# Andrzej Lutomski
Andrzej Lutomski (ur. 18 listopada 1913 w Bielejewie, zm. 21 lutego 2000 w Poznaniu) – polski urzędnik.

## Życiorys
Urodził się 18 listopada 1913 we wsi Bielejewo. Absolwent szkoły w Piaskowie. W 1936 został powołany do wojska, w trakcie swojej służby uczestniczył między innymi w kampanii wrześniowej, podczas której został ranny i w efekcie trafił do obozu jenieckiego, w którym przebywał do 1942. Po zwolnieniu na trzy lata powrócił do rodzinnego Bielejewa, a następnie przeprowadził się do Poznania, gdzie w latach 1945–1995 pracował w urzędzie miejskim.
W 1945 ukrył przed okupantem niemieckim i wojskami radzieckimi łańcuch prezydenta Poznania i srebra z kolekcji przedwojennych prezydentów.
W 1992 Rada Miasta Poznania przyznała mu odznaczenie „Zasłużony dla Miasta Poznania”, pisząc w uzasadnieniu, iż „wzorowa praca, pełna poświęceń, nie zawsze jest podstawą dla jakichkolwiek wyróżnień. Wieloletnia praca szczególnie w trudnym okresie jakim było ostatnie 45 lat oraz zachowanie etosu tej pracy wyrażające się w nieustępliwości przed przeciwnościami, w ochronie dobra wspólnego, dobra stanowiącego własność Rady i Urzędu, powinna być zawsze przez Radę doceniona i nagradzana”.
Zmarł 21 lutego 2000 w Poznaniu.